# قدر ظاهری

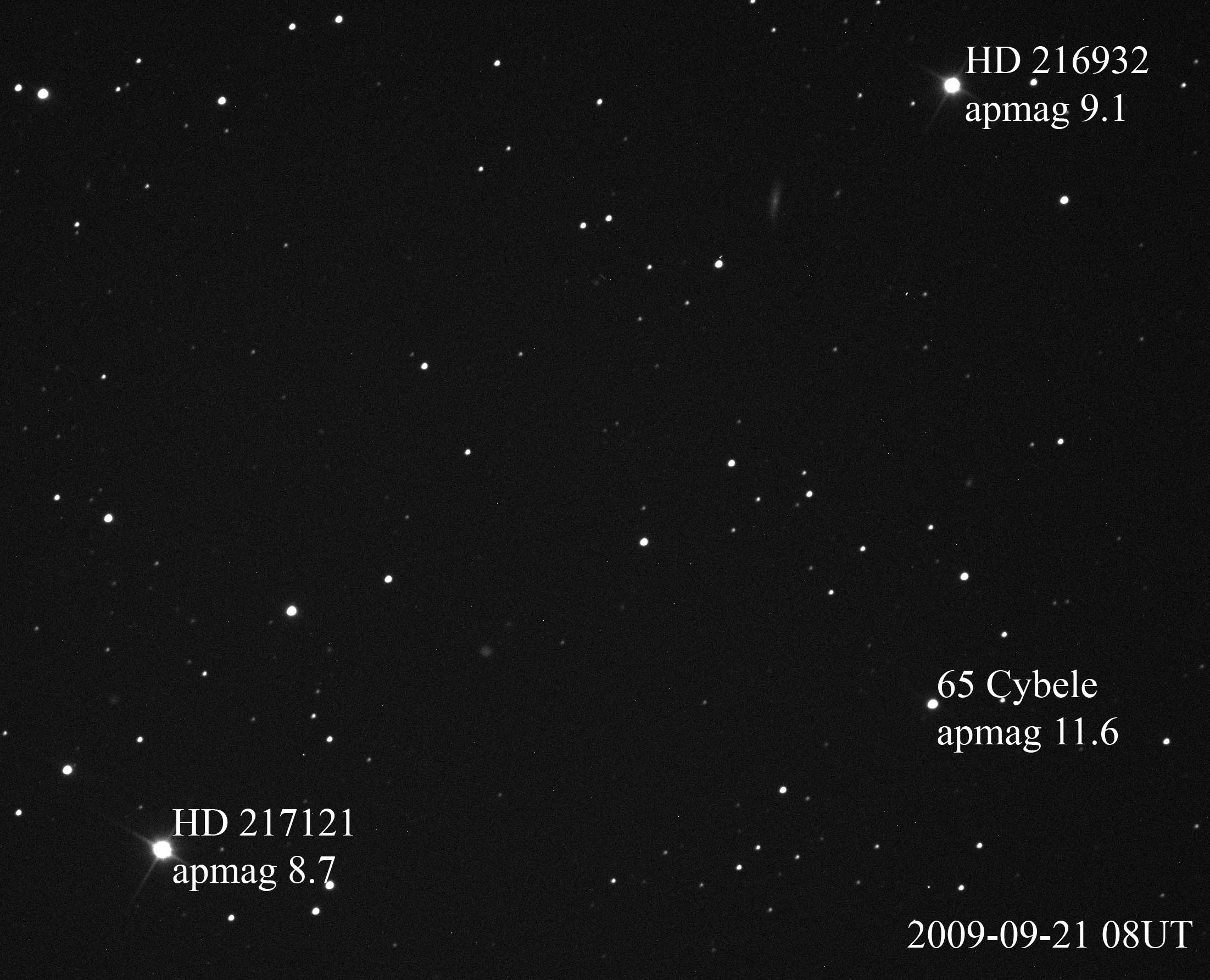
سیارک ۶۵ در مقایسه با روشنایی دو ستارهٔ دیگر

قدر ظاهری (به انگلیسی: apparent magnitude) مقیاسی عددی از روشنایی ستارگان از دید ناظر در زمین است.
قدر ظاهری را با m نشان می‌دهند و هرچه مقدار m کوچکتر باشد ستاره پرنورتر دیده می‌شود (اما لزوماً درخشنده‌تر نیست).
قدر ظاهری به عوامل درخشندگی ستاره، فاصله ستاره از زمین، و خاموشی نور ستاره (به دلیل گرد و غبار میان ستاره‌ای) بستگی دارد.

## تاریخچه
اساس نظام قدربندی ستارگان از یونان باستان کسب شده‌است. در این نظام، مبنای درجه‌بندی قدرها واکنش چشم انسان به درجه‌های نوری مختلف است. اولین بار ابرخس منجم یونانی ستارگان آسمان را به ۶ دسته از لحاظ روشنایی تقسیم کرد. پرنورترین‌ها در قدر یک و کم‌نورترین‌ها در قدر ۶ جای داشتند. قدر ششمی‌ها کم‌نورترین اشیاء قابل مشاهده توسط بشر با چشم غیرمسلح بودند.
این رده‌بندی را بطلمیوس در کتاب مجسطی آورده و به‌طور گسترده پذیرفته شد.
صوفی رازی دانشمند مسلمان ایرانی، از نخستین کسانی بود که روش اندازه‌گیری قدر ستارگان را ارائه کرد.
ویلیام هرشل متوجه شد که فاصلهٔ بین قدرها دارای سیستمی لگاریتمی است و ستاره قدر یک بطلمیوس ۱۰۰ برابر از ستاره قدر شش پرنورتر است؛ یعنی به ازای هر قدر، روشنایی ستاره {\displaystyle {\sqrt[{5}]{100}}=2.511886} برابر می‌شود. به عنوان مثال یک ستارهٔ قدر ۲ از ستاره قدر ۳، ۲٫۵۱۲ برابر روشن‌تر و از یک ستارهٔ قدر ۵، {\displaystyle ({\sqrt[{5}]{100}})^{3}=2.511886^{3}\approx 15.849} برابر روشن‌تر است.
همچنین او متوجه شد که تفاوت روشنایی ستاره قدر یک تا دو و ستاره قدر دو تا سه مشابه هم هستند.
| قدر ظاهری | جسم آسمانی |
| --------- | --- |
| ۳۸٫۰۰-    | ستارهٔ پای شکارچی از فاصلهٔ ۱ واحد نجومی. از این فاصله این ستاره به صورت قرص آبی سوزانی با قطر زاویه‌ای °۳۵ دیده خواهد شد. |
| ۳۰٫۳۰-    | ستارهٔ شباهنگ از فاصلهٔ ۱ واحد نجومی.                                                                                     |
| ۲۹٫۰-     | خورشید در حضیض خورشیدی آن گونه که بر روی سیارهٔ تیر دیده می‌شود.                                                          |
| ۲۷٫۴۰-    | خورشید در حضیض آن گونه که بر روی سیارهٔ زهره دیده می‌شود.                                                                 |
| ۲۶٫۷۴-    | خورشید از زمین (۳۹۸٬۳۵۹ بار روشن‌تر از ماه بدر)                                                                          |
| ۲۵٫۶۰-    | خورشید در اوج خورشیدی آن گونه که بر روی سیارهٔ مریخ دیده می‌شود.                                                          |
| ۲۳٫۰۰-    | خورشید در اوج از روی سیاره هرمز                                                                                         |
| ۲۱٫۷۰-    | خورشید در اوج از روی سیاره کیوان                                                                                        |
| ۲۰٫۲۰-    | خورشید در اوج از روی سیاره اورانوس                                                                                      |
| ۱۹٫۱۹-    | خورشید در اوج از روی سیاره نپتون                                                                                        |
| ۱۸٫۲۰-    | خورشید در اوج از روی پلوتون                                                                                             |
| ۱۶٫۷۰-    | خورشید در اوج سیارک از روی سیارهٔ اریس                                                                                   |
| ۱۲٫۹۲-    | بیشینهٔ ماه کامل (بدر)                                                                                                   |
| ۱۲٫۷۴-    | میانگین قدر بدر |
| ۱۱٫۲۰-    | خورشید در اوج مداری از روی سیاره سیارک سدنا                                                                             |
| ۹٫۵۰-     | بیشترین درخشندگی یک ماهواره مدارگرد در شب                                                                               |

## رابطه‌ها
ارتباط روشنایی (یا نورانی بودن) ستاره با قدر آن به صورت زیر تعریف می‌شود:
{\displaystyle {\frac {b_{1}}{b_{2}}}=100^{(}{\frac {m_{2}-m_{1}}{5}})}
{\displaystyle m_{2}-m_{1}=2.5\log _{10}(b_{1}/b_{2})\,}
در این رابطه m قدر ظاهری و b روشنایی دو ستاره است. اگر رابطه را برپایهٔ ثابت خورشیدی (روشنایی خورشید یا ☉b) و قدر آن بازنویسی کنیم، خواهیم داشت:
{\displaystyle {\frac {b}{b_{\odot }}}=100^{(}{\frac {m_{\odot }-m}{5}})}
{\displaystyle m_{\odot }-m=2.5\log _{10}(b/b_{\odot })\,}
طبق این رابطه می‌توان با داشتن قدر ظاهری ستاره، مقدار حداکثر روشنایی آن را به دست آوریم و بالعکس.
مقدار قدر ظاهری به عوامل محیطی ناظر مانند جو زمین، آلودگی، ضریب جذب جوی و غلظت هوا نیز وابسته است. به دلیل تغییرات غلظت هوا در لایه‌های اطراف زمین روشنایی ستاره در افق با روشنایی همان ستاره در سمت الراس متفاوت است. معمولاً در منابع مختلف قدر ظاهری ستاره را در نبود جو حساب می‌کنند که در واقع بیشینهٔ روشنایی در زمین است.
برای محاسبه قدر ستاره با در نظر گرفتن تأثیرات جوی می‌توان از رابطه زیر بهره جست:
{\displaystyle m-m_{0}=m_{x}=-2.5\log _{10}(F_{x}/F_{x}^{0})\,}
در این رابطه m قدر ظاهری ستاره بدون احتساب تأثیر جو، m0 قدر واقعی ستاره و mx اختلاف قدر ظاهری واقعی در نبود جو (m) با قدر ظاهری واقعی‌ای که در نوار یا باند x (مانند نوار زرد، فرابنفش، آبی و …) می‌بینیم، Fx شار جذبیده یا دریافتی (همان روشنایی) در نوار x و F0x شار رسیده (شار جذبیدهٔ واقعی در نبود هوا) است.

## حدود قدر
| قابل مشاهده با چشم غیرمسلح | قدر ظاهری | روشنایی نسبت به کرکس نشسته | تعداد ستارگان روشن‌تر از این قدر ظاهری |
| -------------------------- | --------- | -------------------------- | ------------------------------------- |
| مرئی                       | -۱        | ۲۵۰٪                       | ۱                                     |
| مرئی                       | ۰         | ۱۰۰٪                       | ۴                                     |
| مرئی                       | ۱         | ۴۰٪                        | ۱۵                                    |
| مرئی                       | ۲         | ۱۶٪                        | ۴۸                                    |
| مرئی                       | ۳         | ۶٫۳٪                       | ۱۷۱                                   |
| مرئی                       | ۴         | ۲٫۵٪                       | ۵۱۳                                   |
| مرئی                       | ۵         | ۱٫۰٪                       | ۱٬۶۰۲                                 |
| مرئی                       | ۶         | ۰٫۴۰٪                      | ۴٬۸۰۰                                 |
| نامرئی                     | ۷         | ۰٫۱۶٪                      | ۱۴٬۰۰۰                                |
| نامرئی                     | ۸         | ۰٫۰۶۳٪                     | ۴۲٬۰۰۰                                |
| نامرئی                     | ۹         | ۰٫۰۲۵٪                     | ۱۲۱٬۰۰۰                               |
| نامرئی                     | ۱۰        | ۰٫۰۱۰٪                     | ۳۴۰٬۰۰۰                               |

ستارگان قدر اول تا ششم در محدوده مشاهده غیرمسلح قرار دارند.
بر طبق قراردادی که بین اخترشناسان تعیین شده‌است؛ ستارگانی به عنوان مبنای هر قدر در نظر گرفته‌شده‌است و با استفاده از اندازه‌گیری اختلاف بین درخشندگی ظاهری ستارگان، قدر ظاهری قابل تعیین است. در این میان ستاره کرکس نشسته دارای قدر ظاهری ۰ (صفر) مهم‌ترین مقیاس قدر ظاهری است.
از زمان باستان ستارگان بر اساس درخشندگی ظاهری تقسیم می‌شده‌اند. چشم غیر مسلح در شرایط جوی مساعد حدود ۶۰۰۰ ستاره را می‌تواند مشاهده کند. از نظر قدر ظاهری رتبه‌بندی [قدر] ستارگان چنین است:
- قدر اول: ۲۰ ستاره روشنتر (ستارگان قدر منفی و صفر تا ۱٫۳۵)
- قدر دوم: حدود ۵۰ ستاره
- قدر سوم: حدود ۲۰۰ ستاره معرفی شده‌اند.
- قدر چهارم: تنها حدود ۴۷۰ ستاره به‌طور ویژه معرفی شده‌اند.
- قدر پنجم: تنها حدود ۲۲۰ ستاره به‌طور ویژه معرفی شده‌اند.
- قدر ششم: تنها حدود ۵۰ ستاره به‌طور ویژه معرفی شده‌اند.

## قدر ظاهری اجرام سماوی
| ترتیب روشنایی | ستاره       | قدر ظاهری | درجه قدر |
| ------------- | ----------- | --------- | -------- |
| ۱             | شباهنگ      | ۱٫۴۶-     | I        |
| ۲             | سهیل        | ۰٫۷۲-     | I        |
| ۳             | نگهبان شمال | ۰٫۰۴-     | I        |
| ۴             | آلفا قنطورس | ۰٫۰۱-     | I        |
| ۵             | کرکس نشسته  | ۰٫۰۳      | I        |
| ۶             | عیوق        | ۰٫۰۸      | I        |
| ۷             | رجل الجبار  | ۰٫۱۲      | I        |
| ۸             | شعرای شامی  | ۰٫۳۸      | I        |
| ۹             | آخرالنهر    | ۰٫۴۶      | I        |
| ۱۰            | ابط الجوزا  | ۰٫۵       | I        |
| ۱۱            | بتا قنطورس  | ۰٫۶۱      | I        |
| ۱۲            | کرکس پرنده  | ۰٫۷۷      | I        |
| ۱۳            | دبران       | ۰٫۸۵      | I        |
| ۱۴            | قلب العقرب  | ۰٫۹۶      | I        |
| ۱۵            | آلفا دوشیزه | ۰٫۹۸      | I        |
| ۱۶            | بتا جوزا    | ۱٫۱۴      | I        |
| ۱۷            | فم الحوت    | ۱٫۱۶      | I        |
| ۱۸            | بتا صلیب    | ۱٫۲۵      | I        |
| ۱۹            | ذنب         | ۱٫۲۵      | I        |
| ۲۰            | آلفا صلیب   | ۱٫۳۳      | I        |
| ۲۱            | قلب الاسد   | ۱٫۳۵      | I        |

### قدر نیرین و سیارات
- خورشید: ۲۶٫۷۴-
- ماه بدر: ۱۲٫۷۴-
- زهره: ۳٫۸- تا ۴٫۶- روشنتر از همه سیارات و ستارگان است.
- عطارد: ۵٫۷ تا ۲٫۶- در شرایط مساعد از ستارگان هم پرنورتر دیده می‌شود.
- مریخ: ۱٫۸۴ تا ۲٫۷۸- معمولاً روشنتر از ستارگان است.
- مشتری: ۱٫۵- تا ۲٫۵- در بیشتر مواقع پس از زهره روشنترین شیء آسمانی است.
- زحل: ۱٫۴۶ تا ۰٫۸۹ به اندازه یک ستاره متوسط الفروغ است.
- اورانوس: ۵٫۹۴ تا ۵٫۶۷ (متوسط ۵٫۸) با چشم عادی به سختی تنها در شرایطی استثناء دیده می‌شود.
- نپتون: ۷٫۹۷ تا ۷٫۸۲ (متوسط ۷٫۹) با چشم غیرمسلح قابل مشاهده نیست.

### قدر ستارگان
چهل و هشت ستاره روشن (روشنتر از قدر ۲٫۰):

شباهنگ - سهیل - نگهبان شمال - آلفا قنطورس - کرکس نشسته - عیوق - رجل الجبار - شعرای شامی - آخرالنهر - ابط الجوزا - بتا قنطورس - کرکس پرنده - دبران - قلب العقرب - آلفا دوشیزه - بتا جوزا - فم الحوت - بتا صلیب - ذنب - آلفا صلیب - قلب الاسد.

اپسیلون سگ بزرگ (۱٫۵)، گاما صلیب (۱٫۶۳)، لاندا کژدم (۱٫۶۳)، گاما شکارچی (۱٫۶۴)، بتا گاو (۱٫۶۵)، بتا شاه‌تخته (۱٫۶۸)، اپسیلون شکارچی (۱٫۷)، آلفا درنا (۱٫۷۴)، اپسیلون خرس بزرگ (۱٫۷۷)، گاما بادبان (۱٫۷۸*)، آلفا خرس بزرگ (۱٫۷۹)، آلفا برساوش (۱٫۷۹)، دلتا سگ بزرگ (۱٫۸۴)، اپسیلون کمان (۱٫۸۵)، اتا خرس بزرگ (۱٫۸۶)، اپسیلون شاه‌تخته (۱٫۸۶)، تتا کژدم (۱٫۸۷)، بتا ارابه‌ران (۱٫۹)، آلفا مثلث جنوبی (۱٫۹۲)، گاما دوپیکر (۱٫۹۳)، آلفا طاووس (۱٫۹۴)، دلتا بادبان (۱٫۹۶)، آلفا مار باریک (۱٫۹۸)، آلفا دوپیکر (۱٫۹۸)، بتا سگ بزرگ (۱٫۹۸)، آلفا بره (۲٫۰)، ستاره قطبی (۲٫۰۲*)

## منبع‌ها و پی‌نوشت‌ها
1. ↑  قدر: واژهٔ مصوب فرهنگستان زبان و ادب فارسی، دفتر نخست تا چهارم
2. ↑  brightness
3. ↑  Williams, Dr. David R. (2004-09-01). "Sun Fact Sheet". NASA (National Space Science Data Center). Archived from the original on 15 July 2010. Retrieved 2010-07-03.
4. ↑  observed flux
5. ↑  "Magnitude (فروغ)". National Solar Observatory (رصدخانهٔ خورشیدی ملی)—Sacramento Peak. Archived from the original on 6 February 2008. Retrieved 2006/08/23، 1/6/1385. {{cite web}}: Check date values in: |accessdate= (help)
6. ↑  جهان دانش، ابن المسعودی، مؤسسه فرهنگی اهل قلم، ۱۳۸۱، ص ۸۸.

}
- دیکسون، رابرت، نجوم دینامیکی، مرکز نشر دانشگاهی ۱۳۸۲

- ّFix,John ,Astronomy,Mcgrawhill 2004